# 秋田県千秋学園
秋田県千秋学園（あきたけんせんしゅうがくえん）は、秋田県秋田市新屋下川原町にある児童自立支援施設。

## 概要
当園は不良行為をなし、又はなすおそれのある児童や、家庭環境その他の環境上の理由により生活指導等を要する児童を入所させ、個々の児童の状況に応じ必要な指導を行い、その自立を支援することを目的とした児童福祉施設である。

## 組織
- 管理チーム
- 指導第一チーム
- 指導第二チーム

## 沿革
学園が配布しているパンフレットより。
- 明治37年4月 - 県立感化院として、現在の秋田市手形に秋田県陶育院が設立。翌月開設。
- 明治42年11月 - 現在の秋田市牛島東四丁目に移転。
- 昭和9年10月 - 少年教護院として、秋田県立千秋学園に改組。
- 昭和23年1月 - 児童福祉施設（教護院）として、秋田県立千秋学園に改組。
- 昭和30年8月 - 秋田市割山地区に移転。
- 昭和49年8月 - 秋田市新屋下川原町に新築移転（現在の建物となっている）。
- 平成10年4月 - 児童自立支援施設として、現在の秋田県千秋学園に改組。
- 平成19年4月 - 構内に、秋田市立勝平小学校千秋分校及び秋田市立勝平中学校千秋分校を開校。
- 令和6年11月 - 創立120年記念式典実施。

## 併設施設
- 秋田市立勝平小学校千秋分校
- 秋田市立勝平中学校千秋分校